# Manuel Herreros Casas
Manuel Herreros Casas   (Villarrobledo, 20 d'abril de 1963), més conegut com a Champi Herreros, és un antic pilot de motociclisme valencià d'origen manxec que va guanyar el darrer campionat del món de 80cc disputat, el de 1989. Abans, ja n'havia estat dues vegades seguides subcampió (1986-1987). Especialitzat en cilindrades petites, Herreros competí en el mundial de motociclisme entre el 1984 i el 1991 i també en el campionat d'Espanya, el qual guanyà en la cilindrada de 80cc el 1987.

## Carrera esportiva

### Primers anys
Nascut a Villarrobledo, a la província d'Albacete, Herreros resideix des que tenia set mesos a Torrent, a l'Horta Sud. El sobrenom de Champi li'l posaren els seus amics d'infantesa a Torrent, quan vorejava els dotze anys, pel fet del seu domini de la bicicleta però sense haver guanyat encara res (és a dir, encara no era Champion, només Champi de moment).
Herreros va debutar en competició a Torrent, el 1980. El 1981 ja va guanyar la seva primera cursa, concretament, una de 125cc amb una Bultaco al circuit del Jarama. El 1982 va guanyar la Copa d'Espanya Júnior de 80cc i el 1983 ja fou tercer al campionat d'Espanya de la mateixa cilindrada.

### Al mundial de motociclisme

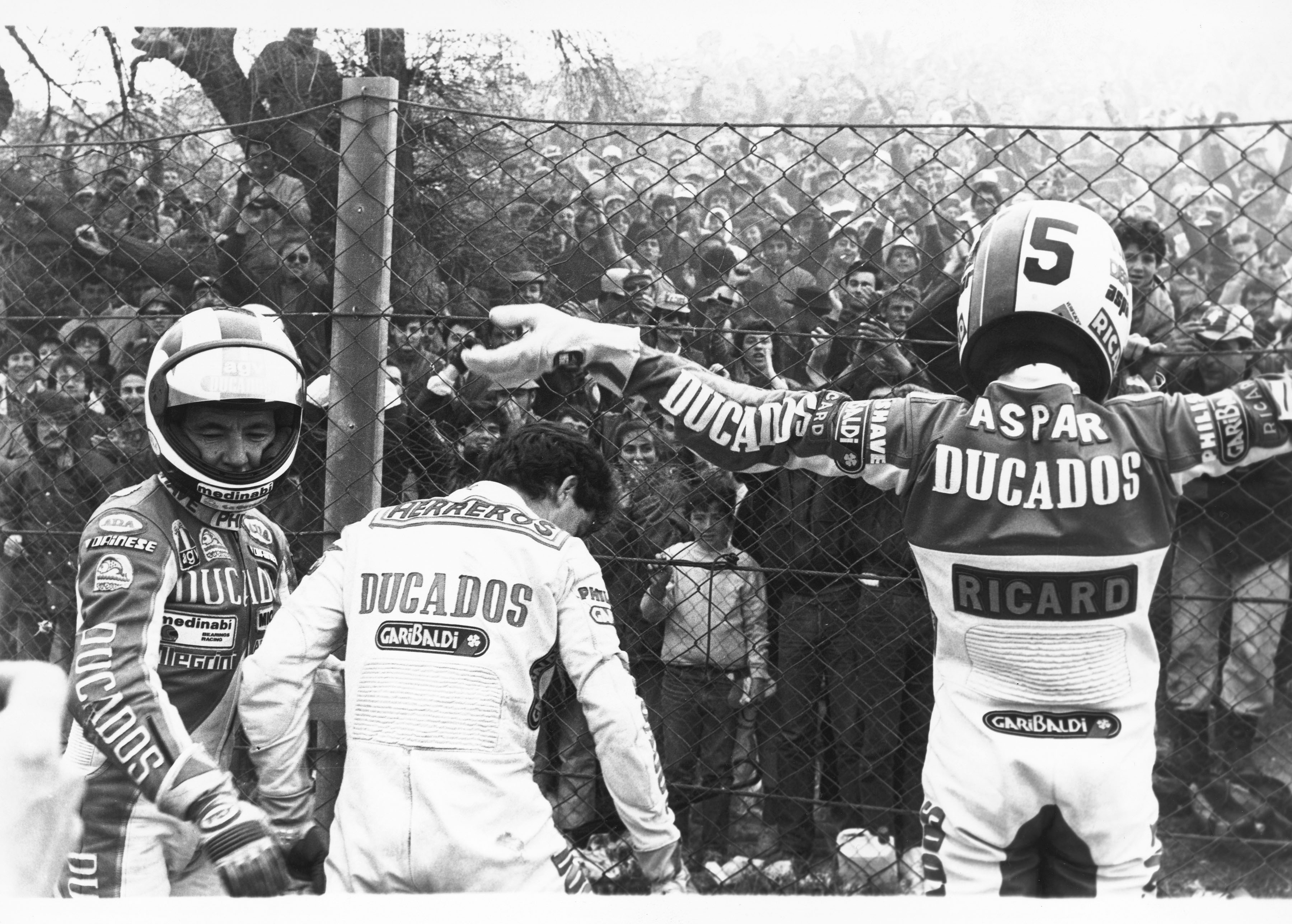
D'esquerra a dreta: Nieto, Champi i Aspar celebrant el seu èxit al GP d'Espanya de 1986

Herreros va disputar el seu primer Gran Premi el 1984 en participar en les cilindrades de 80cc i 125cc al Gran Premi d'Espanya, al circuit del Jarama, amb una Derbi i una MBA respectivament. La temporada següent el va fitxar Derbi com a company d'equip d'Aspar al mundial de 80cc i hi va acabar en quarta posició.
El 1986 va obtenir al Gran Premi d'Alemanya la primera de les dues úniques victòries que va aconseguir al mundial al llarg de la seva carrera. Aquell any va ser subcampió del món per darrere d'Aspar, resultat que va repetir l'any següent. El 1987, a més, va aconseguir la seva segona i darrera victòria al Gran Premi de San Marino i va guanyar el Campionat d'Espanya de la mateixa cilindrada. El 1988 acabà el mundial de 80cc en quarta posició i el de 125cc, el primer que disputava amb la Derbi oficial, en la quinzena després d'aconseguir el seu únic podi en aquesta categoria al Gran Premi de les Nacions, on fou segon.
L'última temporada d'Herreros a Derbi va ser la de 1989, any en què es va proclamar campió del món de 80cc gràcies a la seva regularitat (va obtenir quatre segons llocs als sis Grans Premis de què constava el calendari). Aquella temporada, el seu màxim rival era l'alemany Peter Öttl. En arribar a la darrera cursa del Campionat, el Gran Premi de Txecoslovàquia de Brno, tots dos aspirants estaven empatats a punts. La cursa fou molt disputada fins que Öttl caigué en el darrer revolt, perdent així tota opció al títol. Aquella cursa l'acabà guanyant el basc Herri Torrontegui i Champi fou segon, un resultat que li va donar el títol amb un marge de 8 punts sobre Stefan Dörflinger i 17 sobre Öttl. Era la primera vegada que algú es proclamava campió del món de motociclisme (tret de la categoria dels sidecars) sense guanyar cap cursa durant la temporada.

### Retirada
El 1990, amb la categoria de 80cc ja desapareguda, Herreros va tornar a la de 125cc amb una JJ Cobas, però sense èxit: aquell any no va obtenir ni un sol punt i el 1991 es va classificar trenta-tresè. En acabar la temporada de 1991, Champi Herreros es va retirar de les competicions.
Herreros ha estat sempre implicat en el teixit veïnal de la seva ciutat d'acollida, Torrent. Allà va fundar i dirigeix un equip de motociclisme anomenat Formació Motociclista Torrent i ha estat sovint membre del Jurat dels Premis Carta de Poblament (atorgats per l'Ajuntament en reconeixement de mèrits culturals, educatius, científics i socials dins la societat torrentina).

## Distincions

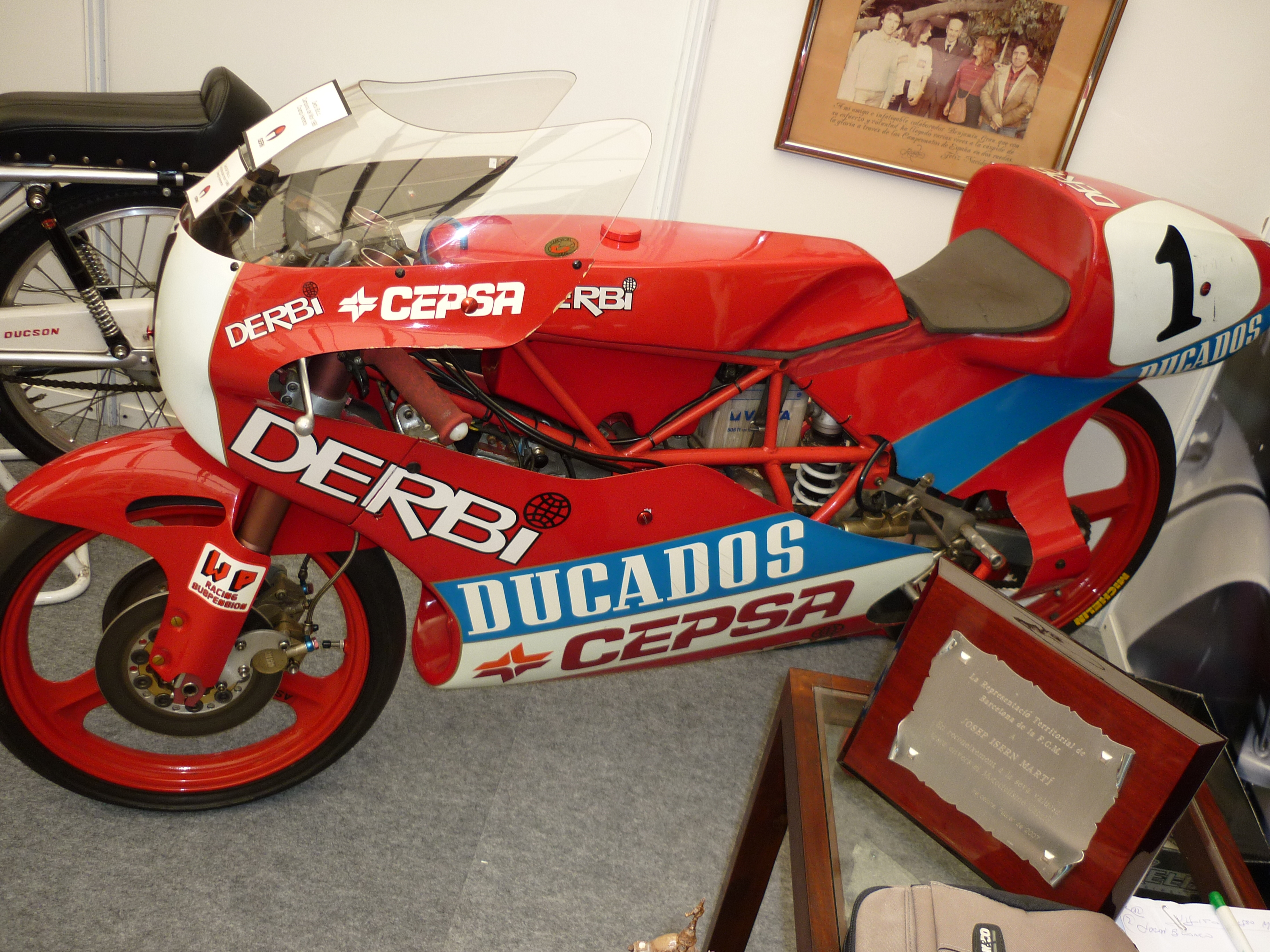
La Derbi 80cc que pilotà el 1989

Al llarg de la seva carrera, Herreros ha rebut diverses distincions en reconeixement dels seus mèrits cívics i esportius, com ara la Medalla d'argent al Mèrit Esportiu (1994), la Insígnia d'or de l'Ajuntament de Torrent (4 de març del 2002) i l'Homenatge de l'Associació de Veïns Nicolàs Andreu de Torrent (15 d'agost del 2006). És soci honorífic d'UNICEF.
El 2013, Herreros va ser seleccionat al costat d'altres pilots famosos (John McGuinness, Phillip McCallen, Freddie Spencer, Phil Read, Michael Dunlop i Giacomo Agostini entre d'altres) per a participar en una "Volta d'Honor" al TT de l'Illa de Man.

## Resultats al Mundial de motociclisme
Font:
Barem de puntuació de 1969 a 1987:
| Posició | 1  | 2  | 3  | 4 | 5 | 6 | 7 | 8 | 9 | 10 |
| Punts   | 15 | 12 | 10 | 8 | 6 | 5 | 4 | 3 | 2 | 1  |

Barem de puntuació de 1988 a 1991:
| Posició | 1  | 2  | 3  | 4  | 5  | 6  | 7 | 8 | 9 | 10 | 11 | 12 | 13 | 14 | 15 |
| Punts   | 20 | 17 | 15 | 13 | 11 | 10 | 9 | 8 | 7 | 6  | 5  | 4  | 3  | 2  | 1  |

(Ids. Grans Premis | Llegenda) (Curses en negreta indiquen pole; curses en  itàlica indiquen volta ràpida)
| Any  | Categoria | Equip         | 1      | 2      | 3      | 4      | 5      | 6      | 7      | 8      | 9      | 10     | 11     | 12     | 13     | 14     | Punts | Posició | Victòries |
| ---- | --------- | ------------- | ------ | ------ | ------ | ------ | ------ | ------ | ------ | ------ | ------ | ------ | ------ | ------ | ------ | ------ | ----- | ------- | --------- |
| 1984 | 80cc      | Derbi         | RSA -  | NAT -  | ESP NQ | AUT -  | GER -  | FRA -  | YUG -  | DTT -  | BEL -  | GBR -  | SWE -  | SM -   |        |        | 0     | -       | 0         |
| 1984 | 125cc     | MBA           | RSA -  | NAT -  | ESP 5  | AUT -  | GER -  | FRA -  | YUG -  | DTT -  | BEL -  | GBR -  | SWE -  | SM -   |        |        | 6     | 15è     | 0         |
| 1985 | 80cc      | Derbi         | RSA -  | ESP 3  | GER -  | NAT 2  | AUT -  | YUG 3  | DTT 4  | BEL -  | FRA NQ | GBR -  | SWE -  | SM 6   |        |        | 45    | 4t      | 0         |
| 1985 | 125cc     | MBA           | RSA -  | ESP NQ | GER -  | NAT -  | AUT -  | YUG -  | DTT -  | BEL -  | FRA -  | GBR -  | SWE -  | SM -   |        |        | 0     | -       | 0         |
| 1986 | 80cc      | Derbi         | ESP 3  | NAT 3  | GER 1  | AUT 2  | YUG NQ | DTT 2  | BEL -  | FRA -  | GBR 4  | SWE -  | SM 3   | BWU 4  |        |        | 85    | 2n      | 1         |
| 1987 | 80cc      | Ducados-Derbi | JPN -  | ESP 6  | GER 5  | NAT 2  | AUT 3  | YUG 5  | DTT 2  | FRA -  | GBR -  | SWE -  | CSR 4  | SM 1   | POR 2  |        | 86    | 2n      | 1         |
| 1988 | 80cc      | Ducados-Derbi | JPN -  | USA -  | ESP 4  | EXP 2  | NAT 3  | GER 3  | AUT -  | DTT -  | BEL -  | YUG 7  | FRA -  | GBR -  | CSR NC |        | 69    | 4t      | 0         |
| 1988 | 125cc     | Ducados-Derbi | JPN -  | USA -  | ESP NC | EXP -  | NAT 2  | GER 4  | AUT NC | DTT -  | BEL -  | YUG NC | FRA -  | GBR 16 |        |        | 30    | 15è     | 0         |
| 1989 | 80cc      | Ducados-Derbi | JPN -  | AUS -  | USA -  | ESP 5  | NAT 4  | GER 2  | AUT -  | YUG 2  | DTT 2  | BEL -  | FRA -  | GBR -  | CSR 2  |        | 92    | 1r      | 0         |
| 1990 | 125cc     | JJ Cobas      | JPN NC | USA -  | ESP -  | NAT 16 | GER NC | AUT NC | YUG NC | DTT NC | BEL NC | FRA NC | GBR 20 | SWE 21 | CSR NC | HUN NC | 0     | -       | 0         |
| 1991 | 125cc     | JJ Cobas      | JPN 33 | AUS NQ | USA -  | ESP 10 | ITA NQ | GER NQ | AUT -  | EUR -  | DTT -  | FRA -  | GBR -  | SM -   |        |        | 6     | 33è     | 0         |